# Lancia Esaro
Le Lancia Esaro - tipo 267 - est un camion militaire polyvalent lancé en 1942, pendant la Seconde Guerre mondiale. Il est dérivé du Lancia 3Ro. 
Il sera proposé en deux versions avec la même motorisation, essence (BM) ou diesel (NM). Les moteurs Lancia Tipo 102, étaient identiques (alésage x course : 108 × 150 mm), disposant de la même cylindrée de 6 875 cm3. La production s'établit à 2 000 exemplaires avec moteur essence entre 1942 et 1945 et 21 avec moteur diesel en 1946.
Ce camion, particulièrement robuste, fut conçu selon un cahier des charges particulier de l'armée italienne. Plusieurs versions furent produites à partir du Lancia Esaro : atelier de campagne, camion-citerne, dépanneuse, transport de troupes. Il servit également au transport de pièces d’artillerie et de chars légers.